# Feminicidio de Eyvi Ágreda
Eyvi Liset Ágreda Marchena fue una joven peruana que nació en San José de Lourdes, Cajamarca, el 8 de octubre de 1995. Fue atacada el 24 de abril de 2018, con 22 años, por Carlos Hualpa Vacas, quien luego de acosarla por meses de manera presencial y virtual, le roció combustible y le prendió fuego cuando se encontraba dentro de un bus de la ruta 7301, en el distrito de Miraflores en Lima, Perú. Otras diez personas resultaron heridas. Fue trasladada a la Unidad de Cuidados Intensivos (UCI) del hospital Guillermo Almenara, donde pasó 38 días.
Eyvi Ágreda falleció el 1 de junio de 2018, en Lima a causa de una infección, luego de varias intervenciones quirúrgicas.
El feminicida fue condenado a 35 años de prisión efectiva por el delito de feminicidio agravado en grado de tentativa. Su caso fue especialmente denunciado en la marchas contra la violencia hacia las mujeres con el lema "Mujeres x Justicia" celebradas en Perú el 11 de agosto de 2018.
A partir del caso de Eyvi Agreda, se promulgó el Decreto Legislativo 1410 que tipificó el acoso y acoso sexual como delitos, sea que se realicen en entornos presenciales o digitales.

## Caso

### Denuncia y detención de Carlos Hualpa Vacas
El 26 de abril de 2018, la Segunda Fiscalía Provincial de Miraflores denunció penalmente a Caros Hualpa Vacas, acusándolo de tres delitos. Primero, la comisión del delito de feminicidio agravado contra Eivy Agreda, en grado de tentativa, pues Eivy en ese momento se encontraba inconsciente en el Hospital Almenara. Segundo, el delito de lesiones graves en contra de ocho personas que se encontraban en el transporte público. Y, tercero, el delito de peligro común contra la seguridad pública, por haber empleado un medio catastrófico, que pudo causar incendio o explosión del transporte público. Delito perpetrado en agravio de la sociedad.
Al día siguiente del ataque, Carlos Javier Hualpa Vacas, de 38 años, fue capturado en su domicilio en el distrito de Carabayllo, al norte de la Ciudad de Lima, a partir de las investigaciones a cargo de la Policía Nacional del Perú. El agresor conocía a la víctima desde que trabajaban en una universidad desde 2015.
El 27 de abril de 2018, tres días después de la agresión, la Corte Superior de Lima dictó nueve meses de prisión preventiva contra Carlos Javier Hualpa Vacas por el presunto delito de feminicidio agravado en grado de tentativa.
El 6 de junio de 2018 la Fiscalía Provincial Penal de Lima solicitó modificar la acusación penal inicial, de feminicidio agravado en grado de tentativa a feminicidio agravado consumado. Debido al sensible fallecimiento de Eivy Agreda, el 1 de junio de 2018.

### Condena
El 28 de mayo de 2019, la Sala de la Corte Superior de Justicia de Lima del Poder Judicial sentenció a Carlos Hualpa 35 años de prisión, por el delito de feminicidio agravado (artículo 108-B del Código Penal del Perú). Esto es, por asesinar a Eivy por su condición de mujer, por no obedecer su conducta con los estereotipos que se esperan de una mujer: de corresponder romántica y sexualmente a la atención masculina, como la que le daba Carlos Hualpa a Eivy, a través de insistentes invitaciones a salir y regalos que eran rechazados. Asimismo, en el delito se configuró un agravante, pues Carlos Hualpa, previo al feminicidio, acosó sexualmente a Eivy.
Sumado a ello, la Sala sentenció a Carlos Hualpa Vacas por el delito de lesiones graves ocasionadas a 8 personas que viajaban al interior del transporte público; así como por el delito contra la seguridad pública, por el peligro de incendio o explosión que inició, en agravio del Estado.
Carlos Hualpa Vacas, presentó un recurso de nulidad contra esta sentencia. Su defensa alegaba que el delito que se había cometido era el de lesiones graves con subsecuente muerte. Delito que tiene una pena menor al de feminicidio. El 18 de agosto de 2021, la Sala Penal Transitoria de la Corte Suprema de Justicia del Perú resolvió no haber nulidad en el extremo que condenó a Carlos Hualpa al delito de feminicidio agravado, ni en el extremo que lo condenaba a 35 años de prisión.

## Reacciones desde sociedad civil

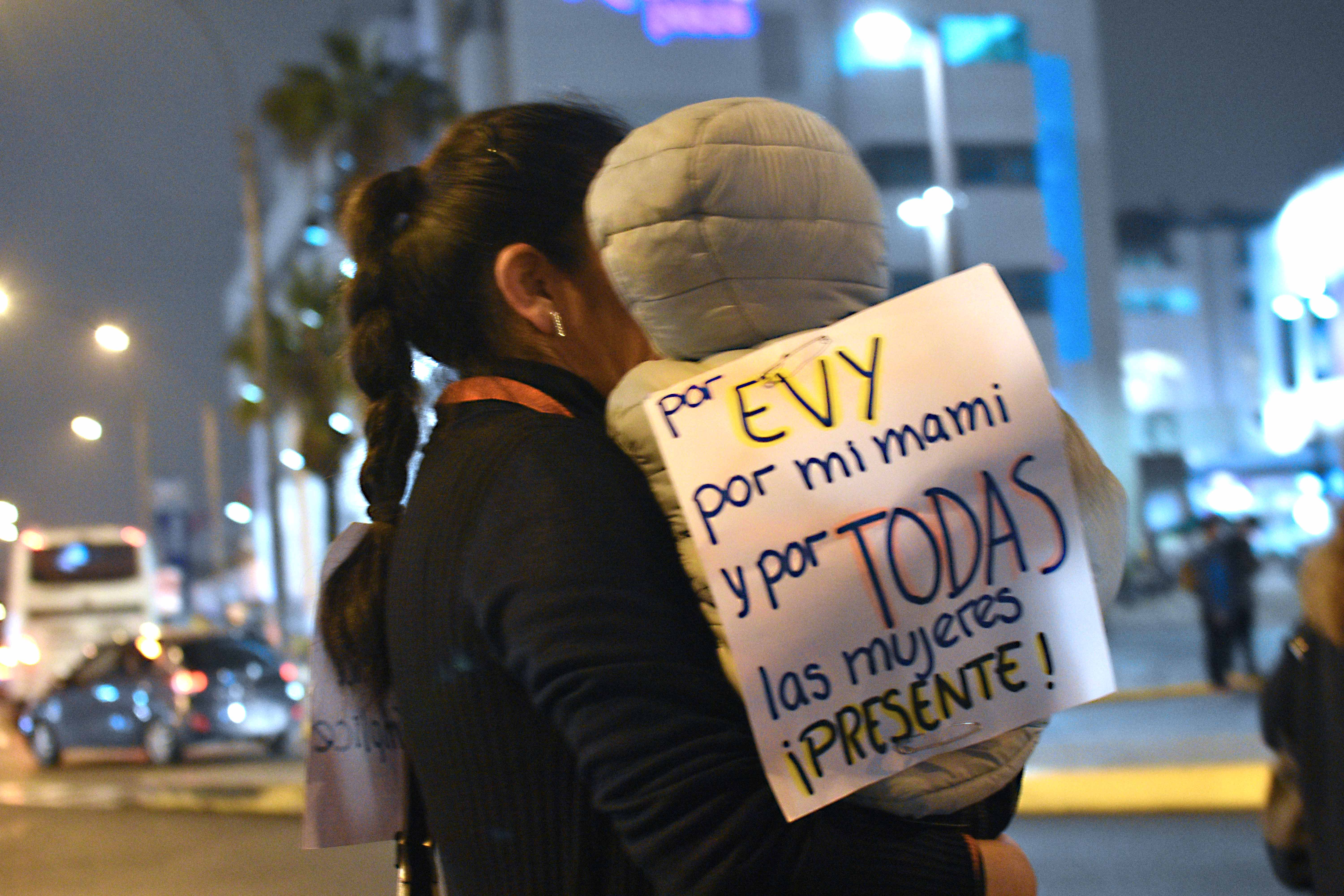
Marcha espontánea luego de la difusión de la noticia de la muerte de Evy Agreda.

La agresión a Eyvi Ágreda, el 24 de abril de 2018, se produjo en un contexto de sensibilización por el aumento de víctimas de la violencia de género en los primeros meses del año: solo en la ciudad de Lima se reportaron 281 casos.
La tentativa conmocionó a la población peruana, ya que los casos de violencia contra la mujer no solían ocurrir en la vía pública. El 1 de febrero de 2018, menos de tres meses atrás, una niña de 11 años, María Jimena, fue violada, asesinada e incinerada en el distrito de San Juan de Lurigancho, en Lima, lo que provocó la movilización de más de 8000 personas en Lima y otras ciudades del país. La marcha se denominó «Jimena renace». Ya el 8 de marzo, miles de personas se movilizaron desde el Campo de Marte hasta la Plaza San Martín para manifestar su rechazo a la violencia que enfrentan las mujeres en el país.
El 25 de abril de 2018, un día después del ataque, decenas de mujeres marcharon en el centro de Lima con las manos en alto con pintura roja protestaron contra el feminicidio y la violencia de género, pidiendo justicia por el caso de Eyvi Ágreda y similares. La marcha fue reprimida por la policía con gases lacrimógenos.
El 1 de junio de 2018, el día que falleció Eyvy Ágreda, activistas feministas independientes y de colectivos se movilizaron con velas y flores blancas frente al Palacio de Justicia para exigir al gobierno medidas para prevenir la violencia contra la mujer.
El 11 de junio de ese año, se guardó un minuto de silencio en el Estadio Ullevi de Gotemburgo, cuando la selección peruana de fútbol se enfrentaba a la sueca, que jugaba como local.
El caso de Eyvi fue especialmente recordado en la marcha nacional Ni una menos celebrada el 11 de agosto de 2018 bajo el lema "Mujeres x Justicia".

Tras un año de su feminicidio, organizaciones feministas convocaron a la marca #PorEyviPorTodas el 1 de junio del 2019. La Asamblea de Mujeres y Diversidades, en coordinación con otros colectivos, creó en Facebook el evento convocando a las 3:00 p. m. en el Parque Washington.
“Este sábado 1 de junio nuevamente nos autoconvocamos por ella y por las 149 víctimas de feminicidio del 2018 y las más de 60 niñas y mujeres asesinadas en lo que va del 2019. ¡Vivas no nos quieren: vivas nos queremos!”, indica la descripción del evento.

## Reacciones y tratamiento periodístico

### Declaraciones
El presidente del Perú, Martín Vizcarra, lamentó la muerte de Eyvi Ágreda, declarando que:

"Acaban de informarme y realmente son sentimientos encontrados. Esa felicidad de poder brindar buenas noticias a la población de Moyobamba se empaña con la noticia de la muerte de esta chica que fue vilmente agredida por una persona que realmente no tiene perdón. Nos sentimos muy apenados pero a veces esos son los designios de la vida que hay que aceptarlos. Cuando regresemos estaremos ahí".
Presidente del Perú Martín Vizcarra, Fuente: Radio Programas del Perú.

El presidente recibió críticas por su controvertida expresión «... pero a veces esos son los designios de la vida». El congresista Alberto de Belaunde manifestó que «la violencia machista no es un designio de la vida, es algo que debemos erradicar con urgencia». Verónika Mendoza, excandidata a la Presidencia de la República, declaró: «No, Sr. Martín Vizcarra, no son «los designios de la vida». A Eyvi la mató Carlos Huallpa pero también el machismo en el Estado y en la sociedad. Impulse políticas con enfoque de género para prevenir y erradicar la violencia, no permita que nos sigan matando. Está en sus manos».
La Defensoría del Pueblo del Perú emitió el pronunciamiento nº 15/DP/2018 en donde se manifestó en contra de los actos violentos que derivaron en la muerte de Eyvi Ágreda y que se considere el caso como un precedente para que el Estado responda de manera eficaz y eficiente ante la violencia de género en el país.
El 29 de abril de 2018, Daniel Alfaro Paredes, ministro de Educación del Perú, manifestó que el ministerio está observando el caso de Eyvi Ágreda, mientras afirmaba que se buscaba «todos los mecanismos de prevención de abuso sexual, tanto dentro como fuera del colegio».
Por su parte, el 8 de junio de 2018, los obispos de la Conferencia Episcopal Peruana se pronunciaron sobre los casos de feminicidio a nivel nacional estableciendo que «debemos desarrollar una gran campaña educativa que ayude a sacar de nuestra mentalidad el machismo, que viene siendo incluso incentivado en ciertos medios como un modelo de vida».

### La prensa
El feminicidio de Eyvi Ágreda conmocionó al Perú y la noticia llegó a medios internacionales como la BBC, CNN, The Guardian (Reino Unido), Infobae (Argentina), Le Figaro (Francia) y el diario el País (España).
Por su parte los medios de comunicación peruanos como El Comercio y La Karibeña titularon la noticia como “Eyvi Ágreda: sujeto capturado tiene quemaduras en el brazo izquierdo” y “La Bestia acepta ataque contra Eyvi”, respectivamente. Dichos titulares señalaron al perpetrador pero no catalogaron el hecho como feminicidio. Así mismo, el contenido de las noticias estuvieron cargados de un lenguaje sensacionalista, según indica la investigación de Paredes en el 2022.
Posteriormente, se realizaron investigaciones relacionadas al feminicidio de Eyvi Agreda, así como respecto al abordaje periodístico de los mismos por parte de los medios de comunicación peruanos. Tal fue el caso de la investigación titulada “Tratamiento periodístico de la violencia contra la mujer: análisis del caso de Eyvi Ágreda en Latina Noticias, Lima 2018” (Huamani, 2024). La cobertura mediática limeña incidió en los detalles del ataque corporal.

## Incidencia política

### Políticas públicas
La entonces Ministra de la Mujer, Ana María Mendieta lamentó el fallecimiento de Eyvi y se solidarizó con el dolor de su familia, indicando que “es un dolor que sentimos toda la población”, en declaraciones para radio RPP.
El Ejecutivo presentó una propuesta para sancionar el acoso, que es precisamente como este caso inició. “El feminicidio no es un hecho aislado, es resultado de una cadena de hechos de violencia que puede empezar con un acoso, un insulto, con una cachetada”, fueron las declaraciones de la Ministra de la Mujer.
 

El 12 de septiembre del 2018, luego de más de 4 meses del feminicidio de Eyvi, se promulgó por Decreto Legislativo 1410, que además de tipificar al acoso como delito, incluye los distintos canales para ejercerla:
 "Igual pena se aplica a quien realiza las mismas conductas valiéndose del uso de cualquier tecnología de la información o de la comunicación”  
Colocando así la primera tipificación de 4 modalidades de violencia de género en línea.
Si bien existen pocas sentencias sobre el uso y aplicación de este Decreto, sólo se aceleró su promulgación por la mediatización del feminicidio de Eyvi.